# Псальмов, Гервасий Ефремович
Гервасий Ефремович Псальмов (псевдоним Платон Лютнев; 1848—1900) — русский поэт.

## Биография
Из бедной крестьянской семьи. Родился в деревне Андроновка (близ села Васильевского) Бельского уезда Смоленской губернии. В 11 лет поступил в Васильевское народное училище, где его поэтический талант заметил и поддержал священник о. Константин Солнцев, давший ему фамилию Псальмов за особенную любовь мальчика к церковному пению и сочинение стихов. В 1863 году, окончив училище с отличием, Псальмов учил крестьянских детей грамоте в своем приходе (1864—1874). Но главным источником средств к существованию был для него крестьянский труд. В минуты отдыха он занимался самообразованием, писал стихи, подражая А. В. Кольцову (например, «Песня косца» — вариация «Косаря»), И. С. Никитину и др. Радостные интонации в его ранних стихах редки. Работа до «отупения», жизнь — «наказание», где «горем лишь богаты», унылые картины природы («Осенний холод, серый день — знаки горькой доли…») — преобладающие мотивы его лирики.
После смерти отца в 1870 году хозяйство Псальмова полностью разорилось. Вскоре умерла мать. На руках у Псальмова осталась неизлечимо больная сестра. Тогда же он пережил безответную любовь к девушке из другого сословия. Осознание своего промежуточного положения в обществе стало особенно болезненным (в «Песне сироты», «Совести сироты» — горькие чувства людской неправоты, личной обездоленности). Переживая тяжелый душевный кризис, Псальмов запил горькую, сделавшись, по его словам, «кабацким адвокатом» (писал за крестьян прошения, расписки и т. п.). От этого недуга он оправился к 1874 году («Лишь мольбой „отца Кронштадтского“ / Дивно Бог меня помиловал»), когда стал помощником волостного писаря и через год учителем в с. Васильевском. Продолжал образование самостоятельно и с 1878 года — под руководством жены Надежды Вячеславовны, дочери полковника, разделявшей идеи «хождения в народ» и порвавшей ради Псальмова со своей семьей. П. изучал историю, литургику, иностранные языки (французский, немецкий, латинский, греческий, перед самой смертью — древнееврейский). Знание догматического богословия, творений Отцов Церкви и Священного Писания позволяло Псальмову свободно вести споры и беседы с сектантами, а также воскресные чтения для крестьян. Стихи его стали более «литературными» и разнообразными по жанрам (духовные стихи и эпиграммы, сатиры и экспромты), в них появились рассуждения об истории человечества, о
XIX веке, о вражде людей, о падении нравов. Цикл «Песни любви» — подражание народным балладам, романтической поэзии, с её «тайными встречами», «сладкими речами», убийствами и призраками. В стихах, посвящённых, жене, — изображение их совместной жизни, восторженные оценки её подвига, сетования на невозможность счастья из-за своего сословного и имущественного положения.
В середине 1890-х годов Псальмов пытался опубликовать свои стихи. Отказ издателей усилил ощущения безнадежности в поэте. Последние годы жизни прошли в хлопотах по делам крестьян, обращавшихся к нему как к образованному человеку за советом, в деятельности по религиозному воспитанию односельчан. Псальмов основал Общество народной трезвости — одно из первых в Смоленской губернии (переписывался по этому поводу с С. А. Рачинским в 1898). По чертежам и смете Псальмова в селе Васильевском был построен новый храм. Первая публикация состоялась незадолго до смерти — стихотворение «Ночь под Рождество» («Минский листок», 1899). Несколько стихотворений Псальмов успел увидеть в газете «Северо-западное слово». Посмертно (Псальмов умирал мучительно от рака желудка), с 1910, стихи стали появляться в столичной печати.